# پانکاج تریپاتی
پانکاج تریپاتی (به انگلیسی: Pankaj Tripathi) بازیگر هندی است.
از فیلم‌هایی که وی در آن نقش داشته است می‌توان به استخراج اشاره کرد.

## فیلم‌شناسی
فهرست برخی از فیلم‌هایی که پانکاج تریپاتی در آن‌ها به ایفای نقش پرداخته است:
- استخراج
- آسفالت ۶: آدرنالین
- نیوتن
- برادر فوق‌العاده
- سوپر ۳۰
- رانندگی
- چینتو جی
- دارودسته‌های واسیپور
- مدرسه انگلیسی
- قایم موشک
- زن
- منچ
- کاغذ
- آرجون پاتیالا
- شیرینی بریلی
- میمی
- شجاعت
- آنارکالی از آراح
- علاف‌ها
- بازگشت علاف‌ها
- باچان پاندی
- دارودسته‌های واسیپور- قسمت اول
- دارودسته‌های واسیپور- قسمت دوم
- هم‌کلاسی جدید
- پرونده‌های تاشکند
- اوه خدای من ۲
- علاف‌ها ۳
- من آتال هستم
- قتل مبارک
- زن ۲